# 岐阜銀行
株式会社岐阜銀行（ぎふぎんこう）は、かつて岐阜県岐阜市に本店を置いた第二地方銀行。2012年9月、十六銀行に吸収合併され、消滅した。

## 概要
1989年（平成元年）の相互銀行一斉転換により岐阜相互銀行から普通銀行に転換。岐阜県美濃地方から名古屋市にかけての中京都市圏を営業地盤とする岐阜県下3位の第二地方銀行として運営されてきた。
旧東海銀行の親密行で、三菱東京UFJ銀行が株式20.80%を有する筆頭株主であった。
歴代の頭取は、大熊義之まで7代続けて日本銀行出身者が就いていたが、2010年（平成22年）12月22日付の十六銀行の完全子会社化に伴い、同日付けで初のプロパー出身の湯畑正泰専務が昇格した。

## 経営

### 東海銀行傘下入り以前
1970年（昭和45年）に日本銀行出身で十六銀行専務であった宇佐美鐵雄が社長に就任以来、端末機譲渡や人事交流等で、十六銀行と親密関係にあったが、その露骨なまでの子会社扱いに反発し、バブル期には積極的な融資攻勢を展開した。
宇佐美は20年間トップとして経営を担ったが、金融激戦地である岐阜や尾張地域にあって、積極経営は悉く裏目となり、取引先の中小事業者の経営悪化を受け、1990年代後半は、本店が隣接する大日本土木（2002年（平成14年）7月経営破綻）と共に、その去就は県下経済界の最大懸案事項となった。

### 東海銀行傘下入り後
紆余曲折の末、1999年（平成11年）に旧東海銀行が資本引受けに名乗りを挙げ、同行の傘下で再建を図り、2001年（平成13年）には公的資金の注入を受け入れた。しかし、信用不安は一向に解消せず、2002年（平成14年）4月のペイオフ解禁を目前にして、同じく中部地方に位置し従前において経営不安がささやかれていた石川銀行・中部銀行が相次いで破綻したことから、市場における不安感が強まった。また、2002年（平成14年）3月20日に株価は一時48円の額面割れとなり、さらに同年、経営や財務に大きな影響力を持つ旧UFJ銀行が経営危機から自行の株価を大きく下げ、資本・人的結合のみならずポートフォリオにUFJホールディングス株式が多く含まれていた同行は、信用力低下のあおりをもろに受けた。
その後、旧UFJグループのもと、営業地域である中京経済圏の好況感の下、中小事業者への相談・支援型営業を核にした営業力回復と、「豊かなシルバー社会を応援します」のスローガンのもと高齢社会における事業ニーズや金融ニーズの経営資源化を掲げ、独自性の確立に向け出直しを図るも、2001年（平成13年）4月には120億円の公的資金の注入を受け入れたほか、2008年（平成20年）3月期の単体決算では純利益7億円と経営健全化計画で目標とする28億円を3割以上下回ったため、同年7月に金融庁から業務改善命令を受けた。また、翌2009年（平成21年）9月中間期においても、いわゆる金融危機や想定せざる取引先の倒産の影響等により純損失を計上した。
前身の東海銀行時代から支援を受けてきた三菱東京UFJ銀行に支援の要請していたとみられるが、中部地区担当役員であった同行佐々木和夫副頭取の自助努力を求める意向に望みを断たれ、2008年（平成20年）夏頃から十六銀行への資本支援を検討し、同年秋、正式要請（下記）するに至った。

### 十六銀行への資本支援要請
2008年（平成20年）11月28日付の新聞各紙は、「岐阜県に本店を置く十六銀行が岐阜銀行を資本支援する方針を固めたと」報じ、両行は2月1日の取締役会において業務・資本提携に向けた交渉に入ることを決め、同日正式発表した。
それによると、岐阜銀行が十六銀行に対して資本支援の要請及び包括的業務提携の申し入れを行い、協議を開始するとしている。ただし、同日の会見では資本支援については「白紙の状態」とした。また、経営統合については「統合を前提としているわけではない」としていたが、2009年（平成21年）1月に両行は業務資本提携契約を締結。十六銀行が25億円を優先株式の形で出資した。

#### 十六銀行による吸収合併へ
2010年（平成22年）7月30日、三菱東京UFJ銀行による岐阜銀に対する資本支援を前提として、同行の全株式を十六銀行が取得した上で、同年12月22日、十六銀行の完全子会社となった。十六銀行へは、2012年（平成24年）9月18日に吸収合併された。
吸収合併後、48店舗の内、本店営業部を含む岐阜県内すべての店舗を含めた39の店舗は十六銀行の近隣支店に取引を引き継ぎ廃店とされ、現店舗地のまま十六銀の店舗として存続するのは愛知県内の8支店、三重県内の1支店となった。また、東京支店については、合併及び廃店に先立って、十六銀行東京支店の建物に移設されていた。
本店跡地は解体されてユニーに売却され、「ピアゴ宇佐店」となる予定であったが、ケーズホールディングス傘下のギガスに再売却されて「ケーズデンキ岐阜宇佐店」となった。
2013年4月から19年3月末までに地銀最大となる454人のリストラが実施されたが、その大半は岐阜銀行出身者とされた。

## 沿革
- 1942年（昭和17年）5月 - 岐阜合同無尽株式会社として設立。
- 1948年（昭和23年）5月 - 岐阜無尽株式会社に商号変更。
- 1951年（昭和26年）10月 - 相互銀行に転換、株式会社岐阜相互銀行に商号変更。
- 1989年（平成元年）2月1日 - 普通銀行に転換、株式会社岐阜銀行に商号変更。
- 1999年（平成11年） - 東海銀行が資本引受けに名乗りを挙げ、同行の傘下で再建を図る。
- 2009年（平成21年）6月 - 整理回収機構が保有する優先株に議決権が発生。出資比率15.05%の第2位株主となる。
- 2010年（平成22年）12月22日 - 十六銀行の完全子会社となる。
- 2012年（平成24年）9月18日 - 十六銀行へ吸収合併され、解散[4]。

## ギャラリー

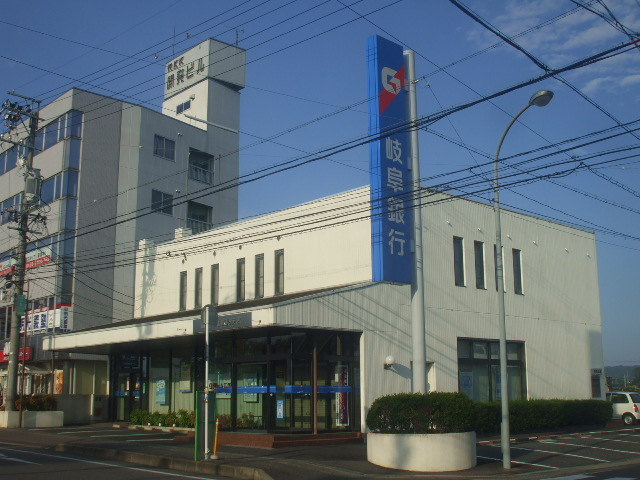
広見支店(可児市)[† 1]